# San Nicolás del Puerto

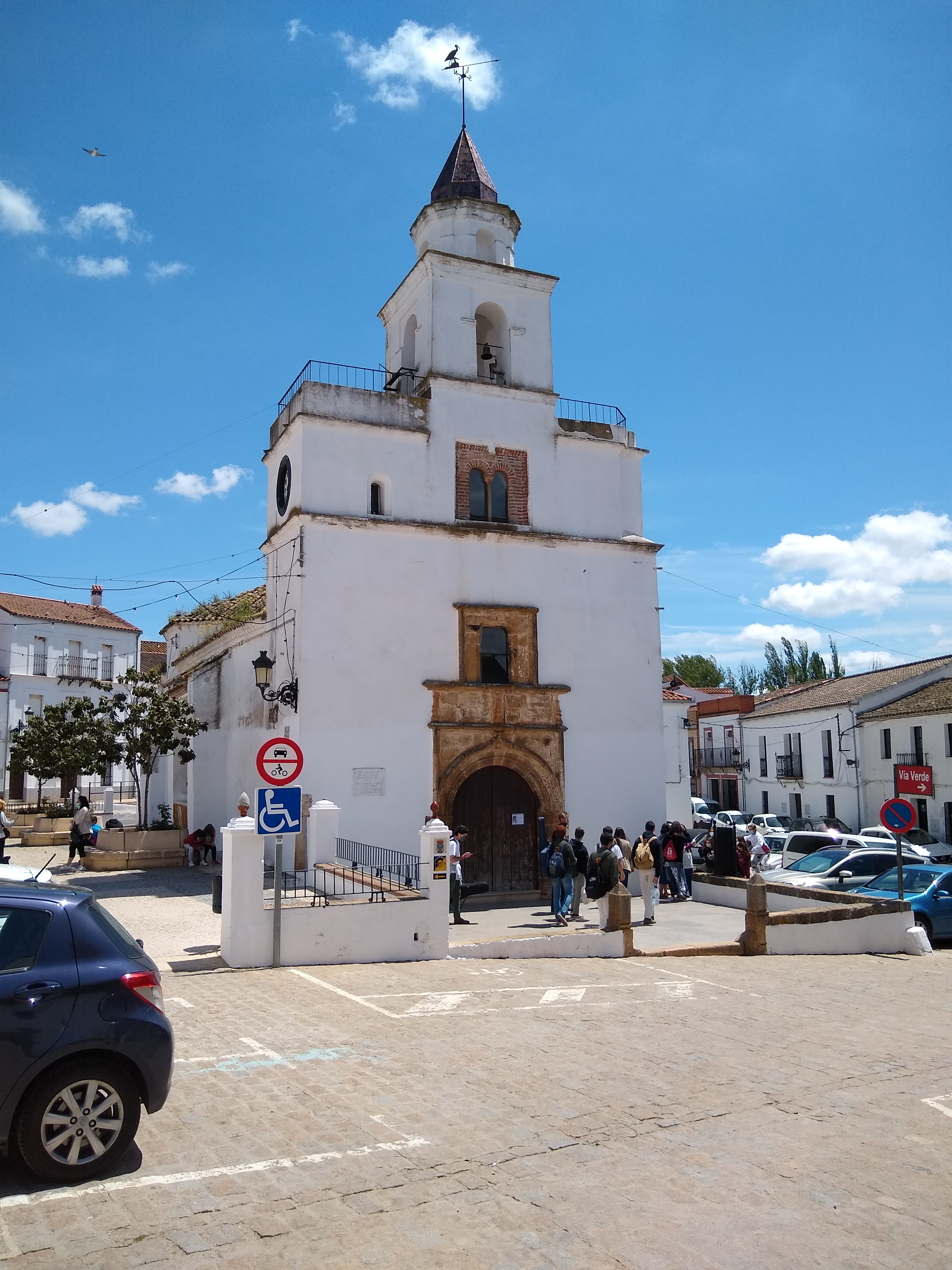
Parroquia de San Sebastián.

San Nicolás del Puerto es un municipio español de la provincia de Sevilla, Andalucía. Está situado a 93 kilómetros al noreste de Sevilla capital, a 583 m sobre el nivel del mar. Su población es de 600 habitantes (INE 2024), con una extensión de 44,94 km².

## Historia
Los primeros asentamientos humanos en estas tierras se remontan a los lejanos tiempos de los celtas, que se establecen en un lugar denominado Iporci. Los romanos también dejan su impronta, existiendo numerosos restos que así lo atestiguan, el más importante de los cuales es el puente de piedra sobre el río Galindón, reformado en la Edad Media. Según algunos autores, los romanos fundan sobre el mismo asentamiento anterior la ciudad de Fortuumade o Fortunales, enclavada en terrenos de alto valor estratégico. Otros expertos defienden la existencia en este lugar de la ciudad de Hiporcia, atravesada por la calzada romana que enlazaba Hispalis con Augusta Emerita. Tras el oscuro paso de los visigodos, los árabes son los artífices del progreso local gracias a la explotación de sus minas de plata. También construyen una gran fortaleza, cuyos restos (una de sus torres) aún permanecen en pie. La zona pasa a poder cristiano en el siglo XIII.
En 1594 formaba parte del reino de Sevilla en la Sierra Norte de Sevilla y contaba con 97 vecinos.
Es importante destacar Fray Diego de San Nicolás, santo para la Iglesia católica, más conocido como San Diego de Alcalá. Vistió el hábito franciscano, como hermano lego en la Orden de los Frailes Menores de la Observancia. Fue misionero en Canarias donde llegó a ocupar el puesto de guardián del convento. Fue canonizado por el papa Sixto V en 1588 en la única canonización realizada por la Iglesia católica durante el siglo XVI, ya a finales del mismo. Es considerado patrono de los Hermanos legos franciscanos (no clérigos) por haber sido el primer hermano lego canonizado en la Orden. Su celebración tiene lugar el 13 de noviembre.

## Demografía
Cuenta con una población de 600 habitantes (INE 2024).
| Gráfica de evolución demográfica de San Nicolás del Puerto entre 1842 y 2021                                          |
| |
| Población de derecho según los censos de población del INE. Población de hecho según los censos de población del INE. |

## Economía
Actualmente su economía se basa en el turismo y en la ganadería ovina, porcina y caprina.

### Evolución de la deuda viva municipal
| Gráfica de evolución de Deuda viva del Ayuntamiento de San Nicolás del Puerto entre 2008 y 2019                                |
| |
| Deuda viva del Ayuntamiento de San Nicolás del Puerto en miles de Euros según datos del Ministerio de Hacienda y Ad. Públicas. |

## Patrimonio

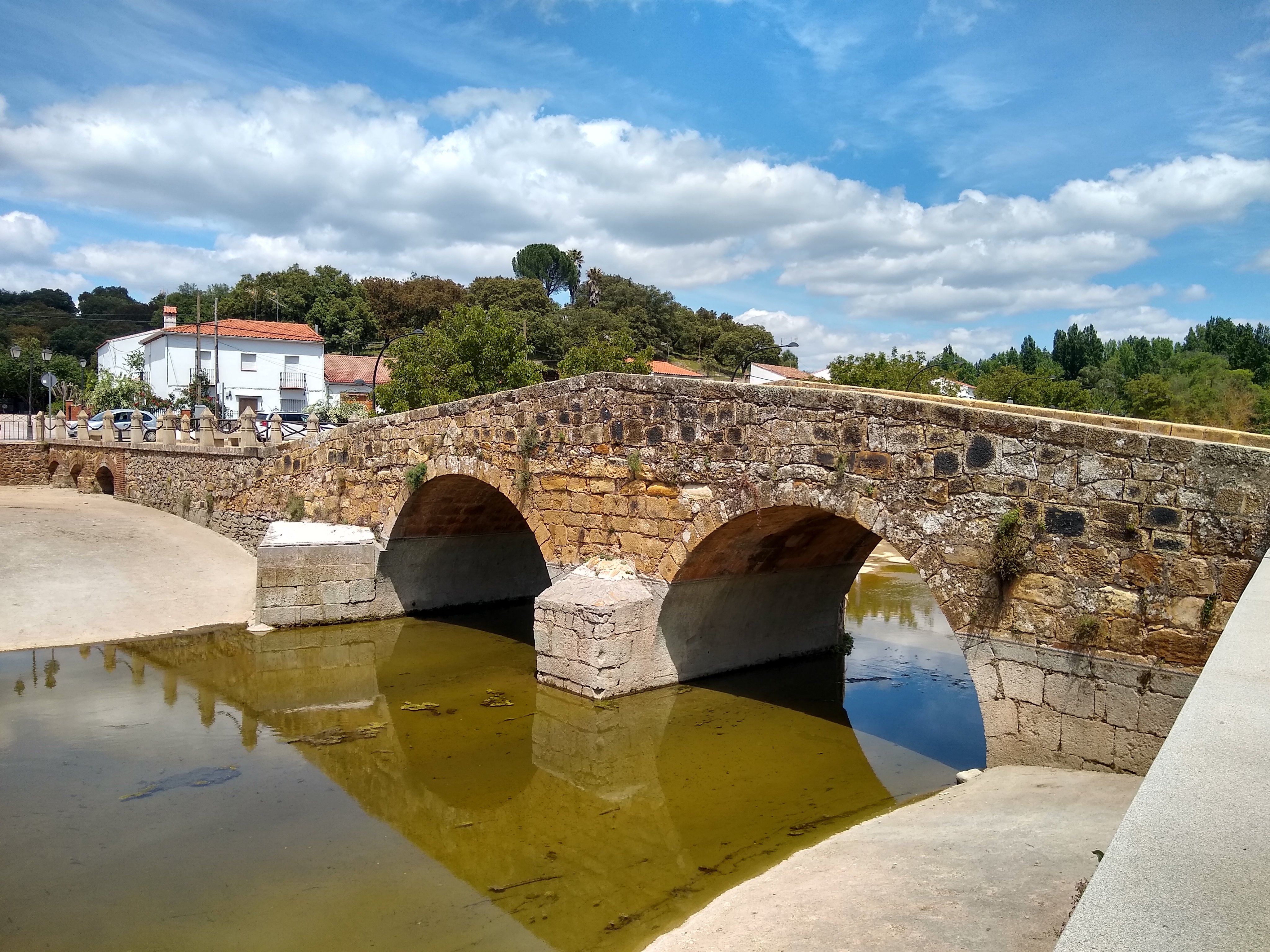
Puente sobre el río Galindón.

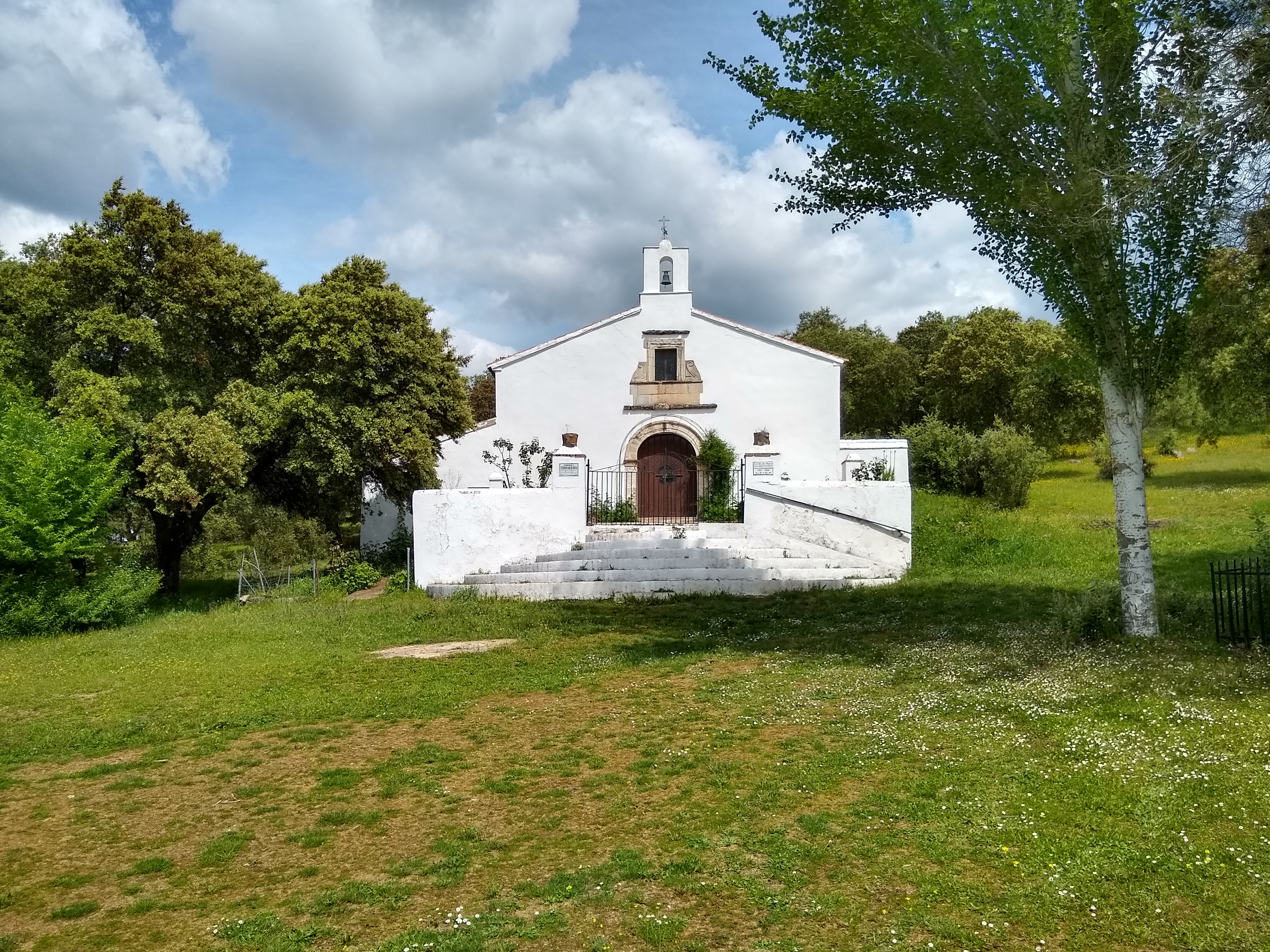
Ermita de San Diego.

De su patrimonio histórico y arquitectónico, destacan la iglesia de San Sebastián, que se encuentra en la plaza de España y se trata de un sencillo pero bello edificio mudéjar, en cuyo interior sobresale, entre otras cosas, la pila donde fue bautizado el que luego fue San Diego de Alcalá; y la ermita de San Diego, situada en la Ruta de la Dehesa, a un par de kilómetros del núcleo urbano, y que también es de estilo mudéjar.
También forman parte de su patrimonio el puente sobre el río Galindón, de origen romano aunque modificado en la época medieval; los restos de una torre musulmana conocida como El Torreón; y un Crucero de piedra del siglo XVI que se encuentra a la entrada del pueblo.

## Medio ambiente
Todo el municipio se encuentra incluido en la parque natural de la Sierra Norte de Sevilla y a pocos kilómetros se encuentra el Cerro del Hierro y las Cascadas del Huesna.

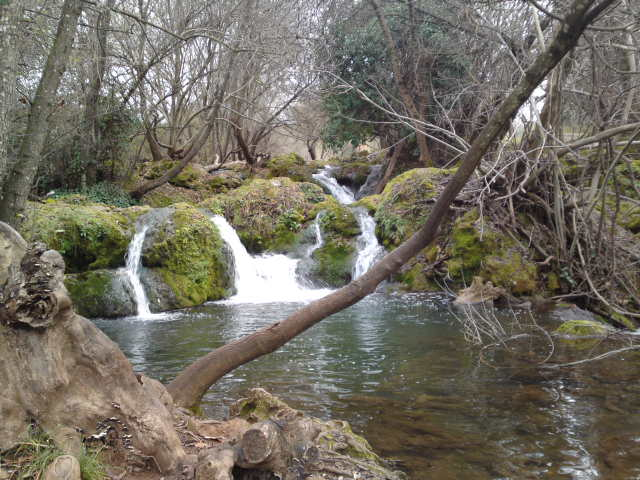
Cascada del Huéznar

## Fiestas locales
- Romería: 2.º domingo de mayo
- Noche del Terror: 2.º fin de semana de julio
- Feria: 25 de julio
- Semana Cultural: agosto
- San Diego: 13 de noviembre
- Festival de cortometrajes de Terror y Fantástico La Vieja Encina: 2.º fin de semana de marzo

## Turismo
- Minas del Cerro del Hierro
- Vía Verde
- Playa Fluvial, que actualmente se encuentra en trámites para obtener la bandera azul en 2019.
- Nacimiento del río Huéznar.
- Cascadas del Huesna.
- Zonas de Acampada (El Martinete y El Batán de las Monjas)
- San Nicolás del Puerto es localidad de paso del Camino de la Frontera hacia Santiago de Compostela.[4]

## Ciudades hermanadas
San Diego de la Unión, Guanajuato, México.
Suances-Catabria